# 榔色木属
榔色木属（学名：Lansium）又名兰撒属、冷刹属，是无患子目楝科下的一个属，为乔木植物。该属共有6－7种，分布于印度、马来西亚至菲律宾。